# 魏永柱
魏永柱（1951年—），山东泰安人，汉族，中华人民共和国政治人物、第十二届全国人民代表大会贵州地区代表。
毕业于贵州省委党校经济管理专业。加入中国共产党。担任贵州水城煤电有限责任公司董事长、党委书记。2008年起担任全国人大代表。2013年，担任全国人大代表。